# شهرستان دو-مونتاین
شهرستان دو-مونتاین (به انگلیسی: Deux-Montagnes Regional County Municipality) یک منطقهٔ مسکونی در کانادا است که در ناحیه لورانتید واقع شده‌است. شهرستان دو-مونتاین ۲۹۴٫۱۰ کیلومتر مربع مساحت و ۹۵٬۶۷۰ نفر جمعیت دارد.